# Andrei Țugulea
Andrei Țugulea (n. 19 august 1928, Unțești, azi Republica Moldova – d. 14 decembrie 2017, București) a fost un inginer român, membru titular al Academiei Române (din 1999).
A contribuit la afirmarea școlii românești de electrotehnică edificată de Acad. Remus Răduleț, educând în domeniul Bazelor Teoretice ale Electrotehnicii peste 50 de generații de studenți în specialitățile Electrotehnică, Electronică, Energetică și conducând peste 30 de teze de doctorat.

## Școala
S-a născut în Basarabia, tatăl său fiind învățător. Tot acolo a făcut și școala primară, în comuna Alexieni, județul Bălți (1934-1938). După modelul unor veri ai săi, a învățat la Iași în perioada 1938-1944, la Liceul „Național”, un liceu de elită ce a dat absolvenți de renume. Ulterior (1944-1947), ultimele 3 clase le face la Râmnicu Vâlcea, la Liceul „Alexandru Lahovary”, fiind evacuați odată cu intrarea trupelor sovietice în România.
În anul 1947 intră la Institutul Politehnic din București, la Facultatea de Electro-Mecanică. În fapt, această facultate s-a separat, în acel an, în două: Facultatea de mecanică și Facultatea de Electrotehnică, Adrian Țugulea alegând la început mecanica dar, ulterior, transferându-se la electrotehnică, determinat fiind de prof. Constantin Budeanu.
La doi ani de la terminarea facultății se înscrie pentru doctorat la prof. Remus Răduleț (1953). În 1958 a susținut teza de doctorat cu titlul „Calculul pentru încadrare al permeanțelor în câmpuri cu simetrie”, devenind doctor inginer în specialitatea „bazele teoretice ale electrotehnicii” (secundar „fizică teoretică”), ceea ce-i permite să ocupe o nouă treaptă didactică.
În 1974 a primit titlul de doctor docent.

## Activitatea profesională
În 1951, după terminarea facultății, pentru o perioadă de 2 ani, este cercetător la Institutul de Energetică al Academiei Române, poziție la care va mai reveni și în anii următori (1960-1968). De asemenea, activează ca asistent în cadrul școlii, la Catedra de Măsuri și Aparate, și avansează în carieră, trecând pe rând prin treptele didactice: șef de lucrări (1957), conferențiar (1964) și profesor (1968).
Înainte de a fi numit conferențiar, urmează o specializare în U.R.S.S. (1963).
În anul 1972, pentru o perioadă de 4 ani, devine șeful Catedrei de Electrotehnică, pentru ca în perioada 1976-1984 să fie numit decan al Facultății de Electrotehnică. În această perioadă (1971-1981) participă la diverse stagii la ”Direcția de Studii și Cercetări” a societății ”Électricité de France” (E.D.F.), la solicitarea acesteia. Cu această ocazie realizează o serie de studii științifice:
- Aplicarea metodelor variaționale directe la calculul câmpurilor Laplaciene. De menționat că, în teza de doctorat (1958), prefigurează metoda elementului finit;
- Studiul câmpurilor electromagnetice cvasistaționare în medii conductoare (împreună cu Acad. Remus Răduleț și Acad. Alexandru Timotin), cu aplicații la ecranarea electromagnetică și la pătrunderea câmpurilor electromagnetice în structuri feromagnetice cu tole.

În 1984 stă la catafalcul prof. Remus Răduleț, îndrumătorul său la doctorat, și apoi, văduva profesorului îl învită să locuiască, împreună cu familia, în casa profesorului, de la Piața Spaniei, deoarece ea nu avea posibilități materiale de a mai păstra singură acea locuință.
Începând cu anul 1986 revine la conducerea Catedrei de Electrotehnică.
În 1995 este numit Director al Departamentului Științelor Inginerești cu predare în limbi străine, în cadrul facultății cu același nume, din Universitatea Politehnica din București. De asemenea, a ținut cursuri la Academia Tehnică Militară din București.
La 26 februarie 1999 a devenit Secretar General al Academiei Române, funcție pe care a deținut-o până în anul 2002. A lucrat la Institutul de Geodinamică „Sabba S. Ștefănescu” al Academiei Române (2008).

## Activitatea politică
În legislatura 1992-1996 a fost ales senator în județul Sibiu pe listele Frontului Salvării Naționale și membru al Comisiei permanente pentru învățământ și știință din cadrul Senatului României (16 oct 1992-21 nov 1996). Este prezentat ca un om cu experiență profesională, având cursurile Facultății de Relații Internaționale la Universitatea din Kiev (1954) și fiind doctor în relații internaționale la Universitatea din New York (1970), adjunct al ministrului Afacerilor Externe în guvernul provizoriu. Aceasta îi dă ocazia să urce la alt nivel de conducere: adjunct al ministrului învățământului (1990) și secretar de stat la Ministerul Învățământului și Științei în noul guvern (1990-1991). Andrei Țugulea a fost membru în comisia pentru învățământ, știință, tineret și sport.
La alegerile din 1996 a candidat la Senat, pentru București, pe listele Partidului Democrat, în alianța Uniunea Social Democrată, fără a mai fi ales.
A fost membru în Comitetul Director al Grupului Român al Uniunii Interparlamentare și președinte al părții române al Consiliului chino-român de cooperare Tehnico-științifică (2014).

## Activitatea publicistică și științifică
Andrei Țugulea este autor sau co-autor a peste 100 de lucrări științifice. Dintre contribuțiile sale originale se remarcă: 
- introducerea parametrilor tranzitorii în circuitele electrice cu efect de câmp;
- ecranare electromagnetică; curenți turbionari în circuite magnetice anizotrope;
- aplicarea termodinamicii fenomenelor ireversibile la studiul fenomenelor de transport în Semiconductori;
- noua teorie cu privire la efectele energetice ale circulațiilor de puteri în regimurile nesimetrice și nesinusoidale ale sistemelor electromagnetice;
- stabilirea ecuațiilor bidimensionale ale telegrafiștilor și aplicarea lor la structurile planare de microunde (împreună cu Acad. Remus Răduleț), și altele.
- generalizarea teoriei fenomenelor deformante de circuit (Acad. Constantin Budeanu) la câmpul electromagnetic și la variații temporale cvasi-periodice.

A publicat numeroase lucrări științifice, dintre care pot fi citate: 
- 1968 - Câmpul electro-magnetic al unei spire parcurse de curent alternativ în prezența unei coji sferice conductoare;
- 1972 - O teorie de câmp structurală a unei clase de simetrie lineare;
- 1972 - Regimul tranzitoriu al câmpului electromagnetic inductiv într-un sistem de bare conductoare masive. Parametrii tranzitorii;

A fost Secretar de Redacție al revistei ’’Electrotehnica’’ și Redactor Șef la ’’Revue Roumaine de Sciences Tehniques’’, seria ’’Electrotechnique et Energetique’’.
În cadrul activității sale științifice, împreună cu un colectiv de inventatori, a înregistrat și a primit următoarele brevete de invenție:
- Procedeu constructiv pentru micșorarea pierderilor în fier la generatoarele electrice de frecvență ridicată, brevet RO nr. 42449, din 22 aprilie 1961.
- Sisteme de bare pentru curenți de șoc de mare intensitate, brevet RO nr. 59311, din 3 mai 1971.
- Baterie termochimică miniaturizată, brevet RO nr. 96414, din 13 octombrie1986.[13]

## Titluri și premii
- Membru corespondent al Academiei Române (18 decembrie 1991);
- Membru titular al Academiei Române (29 ianuarie 1999);
- Membru IEEE (1991);
- Membru al grupului de lucru: Comitetul Român de Terminologie[14];
- Membru al Fundației Naționale pentru Știință și Artă[15];
- Ordinul național Pentru Merit în grad de Mare Ofițer[16];
- Premiul ”Traian Vuia” (1964/1968) al Academiei Române, alături de Acad. Alexandru Timotin, pentru lucrarea Introducerea parametrilor tranzitorii și a teoriei circuitelor cu asemenea parametri (împreună cu Acad. Remus Răduleț);
- Medalia de aur la Salonul Internațional de Invenții EUREKA - Bruxelles, 2006, pentru invenția cu nr. 008000 „Microsenzor  pentru  detecția câmpului magnetic slab” (dr. ing. Mircea Ignat, acad. prof. dr. ing. Andrei Țugulea, dr. ing. Ioan Puflea)[17]

## Cărți
- Redactor Coordonator al domeniului Electrotehnicii la Lexiconul Tehnic Român, Remus Răduleț, ediția a II, în 19 volume, Editura Tehnică, 1959.
- Protecția prin relee și automatizarea sistemelor energetice. Manual pentru școlile tehnice de maiștri, Colectiv, Editura Didactică și Pedagogică, 1964;
- Câmpul electromagnetic?, Colecția "Știință și Tehnică pentru Toți", Editura Tehnică, 1983;
- Electrotehnica. Manual pentru licee industriale cu profil de electrotehnica, clasele a XI-a și a XII-a, și pentru scoli profesionale, Colectiv, Editura Didactică și Pedagogică, 1981, 1983, 1987;
- Electrotehnica. Manual clasa a X-a, Colectiv, Editura Didactică și Pedagogică, 1989;
- Câmpul electromagnetic?, Ediția a II-a, Editura Tehnică, 1994, ISBN 9733106410;
- Bazele electrotehnicii. Partea 1. Electrostatica și electrocinetica, Colectiv, Editura Romconex, 1994, ISBN 973-96897-1-X;
- Electrotehnica și electronica aplicată, Colectiv, Editura Didactică și Pedagogică, 1995;
- Câmpul electromagnetic?, Ediția a III-a, Seria: "Cunoaștere, educație, știință și tehnică", Editura A.G.I.R., 2011, ISBN 978-973-720-411-0;